# Marie Bonaparte

Marie Bonaparte, Prinzessin von Griechenland und Dänemark in griechischer Tracht, um 1907

Marie Bonaparte, Prinzessin von Griechenland und Dänemark, auch als Pseudonym A. E. Narjani (* 2. Juli 1882 in Saint-Cloud; † 21. September 1962 in Gassin bei Saint-Tropez), war eine französische Psychoanalytikerin und Autorin.

## Leben
Über ihren Vater Roland Bonaparte war sie die Urenkelin Lucien Bonapartes, des Bruders von Napoléon Bonaparte. Ihre Mutter, Marie Blanc, starb wenige Wochen nach ihrer Geburt an Tuberkulose. Ihre Großeltern mütterlicherseits waren François Blanc und dessen Frau Marie, die als Konzessionäre der Spielbank von Monte Carlo reich wurden.
Als designierte Erbin des beträchtlichen mütterlichen Vermögens wuchs sie als Halbwaise unter der Obhut wechselnder Kinderfrauen und Gouvernanten im Haushalt des meist abwesenden Vaters auf. Als Haushaltsvorstand fungierte ihre Großmutter väterlicherseits. Die verarmten Bonapartes sorgten sich sehr um die kleine Mimi, die von allen möglicherweise schädlichen Außeneinflüssen abgeschirmt wurde. Sie durfte nicht mit Gleichaltrigen spielen, um Infektionskrankheiten zu verhindern. Auch der Kontakt zur Verwandtschaft der Mutter wurde beschnitten. Mimi flüchtete sich ins Schreiben von Horrorgeschichten, die sie Jahrzehnte später, während ihrer Behandlung durch Sigmund Freud, mit dessen Hilfe aufarbeitete.

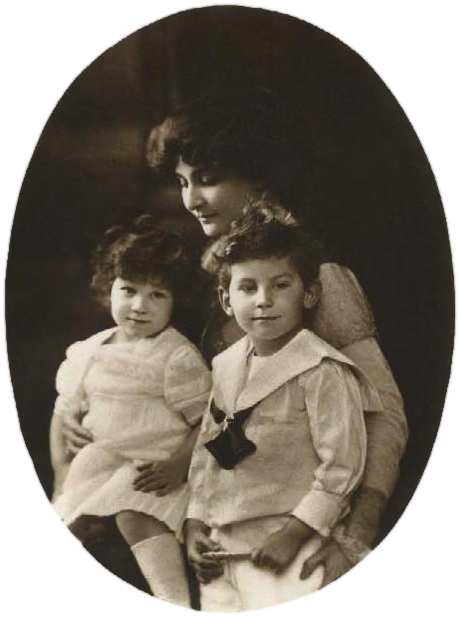
Marie Bonaparte mit ihren beiden Kindern, 1912

Im Sommer 1898 verliebte sich die sechzehnjährige Marie in den Sekretär ihres Vaters, der ihr den Hof machte und sie in Opposition zur väterlichen Familie der Bonapartes brachte. Roland Bonaparte entließ schließlich seinen offenbar korrupten Sekretär. Dieser benutzte daraufhin die Liebesbriefe der Sechzehnjährigen, um die Bonapartes zu erpressen. Marie fühlte sich verraten und verfiel in eine Depression, deren heftige hysterische Begleiterscheinungen sie in Behandlung durch einen Schüler Charcots brachte.
Am 21. November 1907 heiratete sie standesgemäß Prinz Georg von Griechenland aus dem Haus Schleswig-Holstein-Sonderburg-Glücksburg.
Sie hatten zwei Kinder:
- Petros (* 3. Dezember 1908; † 15. Oktober 1980), der von Beruf Ethnologe war; ⚭ 9. September 1939 Irene Ovtchinnikoff (* 19. September 1900; † 12. März 1990), die bereits zweimal geschieden war.
- Evgenia (* 10. Februar 1910; † 13. Februar 1989); ⚭ 1. Ehe am 30. Mai 1938 Dominicus Prinz Radziwiłł (* 23. Januar 1911; † 19. November 1976). Die Ehe wurde am 27. Februar 1946 geschieden und am 18. Dezember 1952 kirchlich annulliert. In zweiter Ehe heiratete sie am 28. November 1949 Don Raymund Principe della Torre e Tasso, 2. Duca di Castel Duino (* 16. März 1907; † 17. März 1986). Die Ehe wurde am 11. Mai 1965 geschieden.

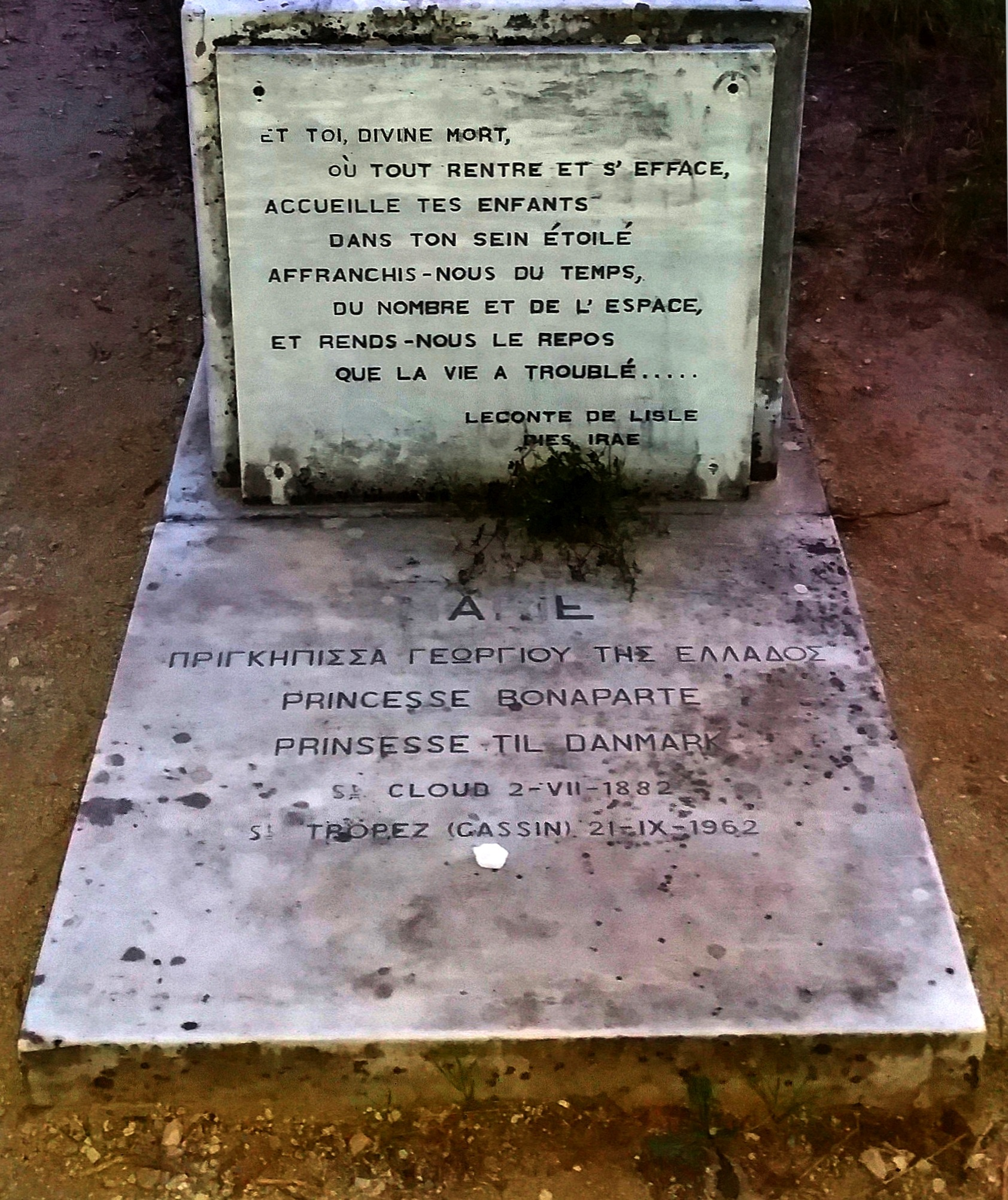
Grab von Prinzessin Marie in Tatoi

Seit 1914 lebte das Ehepaar in Saint-Cloud bei Paris. In den 1920er Jahren, während des republikanischen Intermezzos in Griechenland, als Prinz Georgs Bruder, König Konstantin I. gestürzt worden war, gewährte Marie aufgrund ihrer finanziellen Mittel geflohenen Mitgliedern der griechischen Königsfamilie Zuflucht. Beispielsweise lebte der Neffe ihres Mannes, Prinz Philip, der spätere Herzog von Edinburgh, mit seinen Eltern und vier Schwestern sieben Jahre lang mit ihrer Unterstützung im Nachbarhaus in Saint-Cloud. Prinzessin Marie finanzierte den fünf Kindern ihre Ausbildung in Privatschulen.
Als Folge der Besetzung Frankreichs durch die deutsche Wehrmacht kehrte Georg im Februar 1941 nach Griechenland zurück, musste allerdings nach dem deutschen Einmarsch in Griechenland fliehen und kam über Kreta und Ägypten nach Südafrika, das ihm im Juli 1941 Aufnahme gewährte. Erst im November 1944 kehrte Georg nach Europa zurück, zunächst nach London und Anfang 1945 nach Paris, wo er bis zu seinem Tod 1957 wieder mit Marie in Saint Cloud lebte.

## Marie Bonaparte und Sigmund Freud

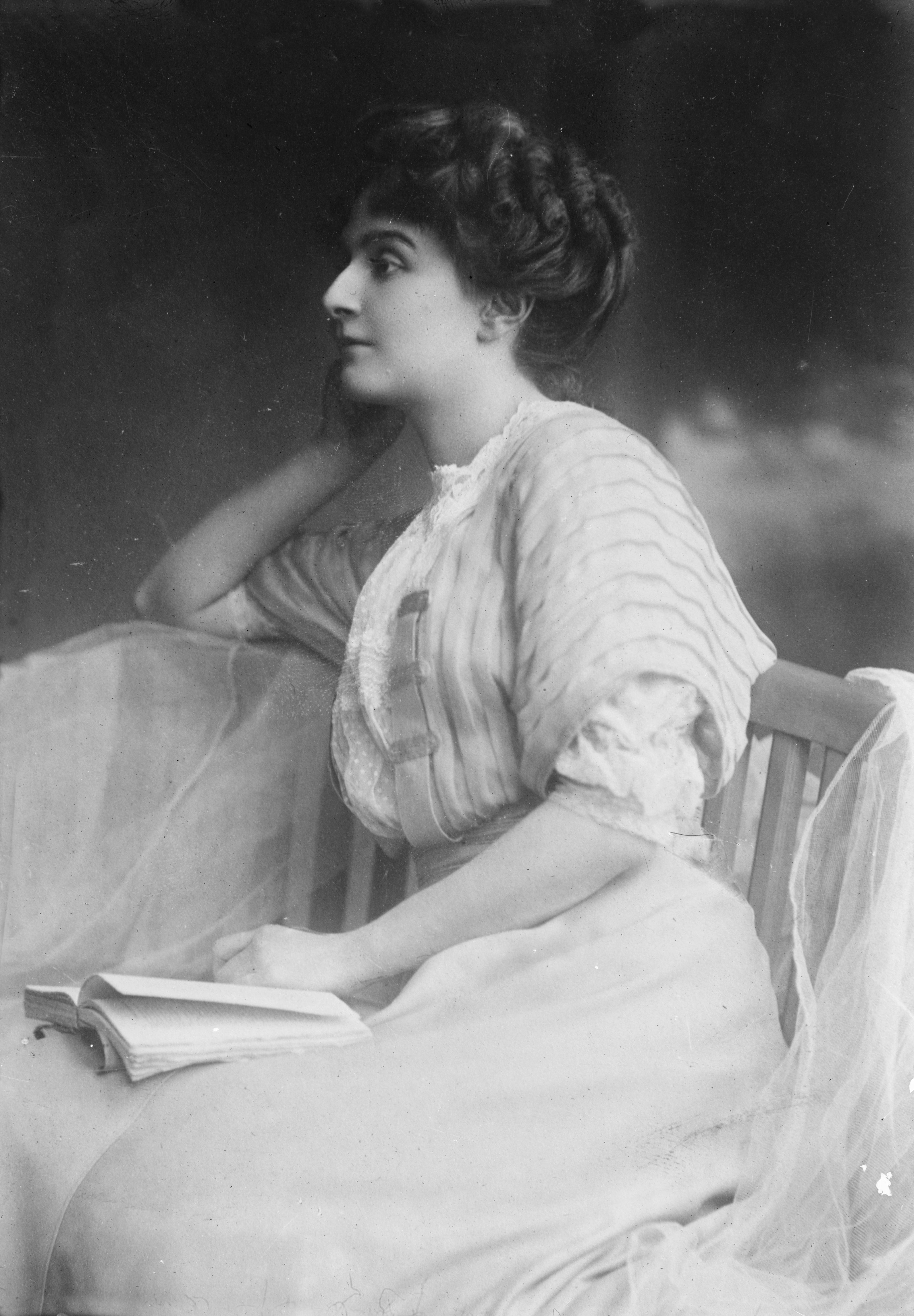
Prinzessin Marie von Griechenland und Dänemark, um 1910

Marie Bonaparte litt lebenslang unter Frigidität. Die Zeugung ihrer Kinder war für beide Beteiligte mehr lästige Pflichtübung als befriedigender Liebesakt. Die Penetration ließ sie praktisch kalt. Symbolisch empfand sie die Penetration als traumatische Bedrohung, als sadistischen Einbruch in ihr Wesen, der ihrer Vernichtung galt.

Sie war mit René Laforgue, einem der führenden französischen Freudianer, befreundet und befasste sich mit der freudschen Sicht auf Probleme weiblicher Sexualität, insbesondere mit dessen entwicklungstheoretischer Einschätzung von infantil-klitoraler und reifer vaginaler Erogenität. Im Gegensatz zum freudschen Begriff der Psychosexualität glaubte sie, dass ihre Frigidität und auch die anderer Frauen anatomisch bedingt sei, durch die Distanz zwischen Klitoris und Meatus urethrae; später empfahl sie einen chirurgischen Eingriff zur Verkürzung des Abstandes von Klitoris und Vaginalöffnung, um die Frigidität zu kurieren. Zugleich kritisierte sie die freudsche Vorstellung der notwendigen Ablösung der Klitoris als erogene Leitzone: 

„Die Klitoris ist für alle Frauen das zentrale Organ der sexuellen Lustgefühle, und das trotz der diffusen Empfindlichkeit der Vagina, der es niemals gelingen wird, die Klitoris zu ersetzen. Weil die Klitoris dem Penis entspricht (…) kann die normale Frau ohne sie ebenso wenig  lustvolle Kontakte erleben wie der Mann ohne seinen Penis.“

Nach scheiternden Vermittlungsversuchen René Laforgues wandte sie sich 1925 direkt an Sigmund Freud, der einer Behandlung schließlich zustimmte. Im Herbst begann eine erste, etwa sechs Monate dauernde Analyse, die später durch kürzere Sitzungsphasen aufgefrischt wurde. Sie entdeckte ihre Schreibhefte aus der Kindheit wieder und konnte Zusammenhänge zwischen den alptraumhaften Geschichten und vergessenen, verdrängten realen Ereignissen von damals herstellen. Durch Freud begleitet wurde ihr klar, dass sie im frühkindlichen Alter zur Zeugin diverser sexueller Praktiken (u. a. Fellatio) zwischen ihrer Pflegerin und einem Stallknecht geworden war. Diese verstörenden Erlebnisse hatte sie unter anderem in ihren kindlichen Schreibheften in symbolisch entstellter Form notiert, um sie nun in reales Geschehen rückübersetzt an der Realität überprüfen zu können. Sie befragte den ehemaligen Pferdepfleger, der schließlich die rekonstruierte Geschichte bestätigte. Damit aber war für Marie Bonaparte zugleich die Wissenschaftlichkeit der Psychoanalyse zur Gewissheit geworden. Ihre spezielle „Frigidität“ allerdings konnte auch Freud nicht beheben. 1927 ließ sie den Wiener Gynäkologen Halban die Operation an sich ausführen, für die sie zuvor schon geworben hatte.
Aus der zunächst als didaktisch geplanten Behandlung bei Freud entwickelte sich eine enge Freundschaft. Marie Bonaparte, Freuds Prinzessin, setzte ihren gesellschaftlichen Status und ihr Vermögen für die Sache Freuds ein. Als Mme Freud-a-dit wurde sie zum leitenden Gründungsmitglied der Société psychanalytique de Paris (SPP, 4. November 1926) und der Revue française de psychanalyse (1927). Sie übersetzte Freuds Werke ins Französische und verfasste Studien über Edgar Allan Poe, die Triebtheorie und die weibliche Sexualität.
Sie erforschte als eine der ersten Wissenschaftlerinnen ab Mitte der 1930er Jahre die Konsequenzen der Beschneidung von Frauen in Afrika.
1937 erwarb sie die Briefe, die Freud an seinen ehemaligen Freund Wilhelm Fließ geschrieben hatte, und sicherte damit dokumentarisches Material aus der Frühzeit der Psychoanalyse, nicht zuletzt vor dem Verfasser selbst. Nach dem „Anschluss“ Österreichs im März 1938 trug sie entscheidend zum Gelingen seiner Flucht vor den Nationalsozialisten bei, indem sie für ihn die „Reichsfluchtsteuer“ auslegte, die Freud ihr aber später in London zurückerstattete.
Sie starb im Alter von achtzig Jahren und wurde in Griechenland auf dem Königlichen Friedhof in Tatoi begraben. Bonapartes Beziehung zu Sigmund Freud als Patientin und Freundin wurde 2004 im Fernsehfilm Princesse Marie (deutscher Titel: Marie und Freud) verarbeitet.
Bonaparte und Freud hatten von 1932 bis zu Freuds Tod im September 1939 einen regen Briefwechsel. Diese Briefe sind fast alle erhalten. Bonaparte entwarf ihre Briefe auf Französisch und schickte sie auf Deutsch ab. Der Briefwechsel erschien (auf Französisch) im Oktober 2022 beim Verlag Flammarion.

## Schriften (Auswahl)
Autorschaft
- Über die Symbolik der Kopftrophäen. Eine psychoanalytische Studie. Vortrag in der psychoanalytischen Vereinigung am 30. November 1927. Internationale Psychoanalytische Vereinigung, Leipzig 1928.
- Der Fall Lefebvre. Zur Psychoanalyse einer Mörderin. Internationaler Psychoanalytischer Verlag, Wien 1929 (archive.org).
- Marie Bonaparte: Edgar Poe, Etude psychanalytique. Denoel & Steele, Paris 1933; (deutsch) Edgar Poe, Eine psychoanalytische Studie. Internationaler Psychoanalytischer Verlag, Leipzig / Wien / Zürich 1934; (englisch) The Life and works of Edgar Allan Poe. Imago Publishing, London 1949.
- Edgar Poe. Eine psychoanalytische Studie. Suhrkamp, Frankfurt am Main 1984, ISBN 3-518-37092-8.
- Topsy. Der goldhaarige Chow. Fischer-Taschenbuchverlag, Frankfurt am Main 1985, ISBN 3-596-25150-8. (Bonaparte erzählt in diesem Buch über die Beziehung zu ihrem Hund Topsy)
- La mer et le rivage. Selbstverlag, Paris 1939.
- Mythes de guerre. Imago Publishing, London 1946; (englisch) Myths of War. Imago Publishing, London 1947.
- Les glanes des jours. Imago Publishing, London 1950.
- Chronos, Eros, Thanatos. Imago Publishing, London 1951.
- Monologues devant la vie et la mort. Imago Publishing, London 1951.
- Les glauques aventures de Flyda des Mers. (Mit 13 farbigen Illustrationen von John Buckland Wright). Imago Publishing, 1951.
- Psychanalyse et anthropologie. Bibliothèque de psychanalyse et de psychologie clinique. Presses Universitaires de France, Paris 1952.
- Derrière les vitres closes. Presses Universitaires de France, Paris 1958.
- La sexualité de la femme. Presses Universitaires de France, Paris 1967.
- Psychologische Ursachen des Antisemitismus. In Psyche Band 46, Nr. 12, 1992, S. 1137–1151.

Übersetzungen von Werken Sigmund Freuds
- Un souvenir d’enfance de Léonard de Vinci. Gallimard, Paris 1928.
- Ma vie et la psychanalyse. Gallimard, Paris 1930.
- Le mot d’esprit et ses rapports avec l’inconscient. (mit Dr Marcel Nathan.) Gallimard, Paris 1931.
- Délires et rêves dans un ouvrage littéraire: La „Gradiva“ de Jensen. Gallimard, Paris 1931.
- L’avenir d’une illusion. Denoel & Steele, Paris 1932.
- Essais de psychanalyse appliquée. (mit Mme Edouard Marty.) Gallimard, Paris 1933.
- Cinq psychanalyses. (mit Dr Rodolphe Loewenstein.) Denoel & Steele, Paris 1935.
- Métapsychologie. (mit Anne Berman.) Gallimard, Paris 1940.

## Erwähnung in der Kunst
- Princesse Marie (deutsch: Marie und Freud), Regie Benoît Jacquot, Frankreich / Österreich / Deutschland 2004, 2-teiliger Fernsehfilm, 188 Minuten, erzählt u. a. die Geschichte, wie sie Freud und seiner Familie zur Flucht aus Wien verhalf. Darsteller sind Catherine Deneuve als Marie Bonaparte, Heinz Bennent als Sigmund Freud; Anne Bennent, Sebastian Koch, u. a.
- Die Hilfe, die Bonaparte Sigmund Freud bei dessen Ausreise aus Österreich leistet, wird in Stefan Zweigs Werk Die Welt von Gestern erwähnt.